# Preissler (Künstlerfamilie)
Die Familie Preissler war eine Künstlerfamilie, die im 17. und 18. Jahrhundert in Nürnberg tätig war, vor allem als Maler und Kupferstecher. Sie war verwandt mit der Glasmacherfamilie Preußler.

## Mitglieder (genealogisch)
- Gabriel Preissler, Glasmacher in Böhmen
  - Georg Preissler (1593–1656)
    - Daniel Preissler (1627–1665)
      - Johann Daniel Preissler (1666–1737)
        - Johann Justin Preissler (1698–1771) ⚭ Susanna Maria (1701–1765), Tochter von Christoph Dorsch
          - Esther Maria Preissler (* 1739) ⚭ Buchhändler Stein in Nürnberg
          - Anna Felicitas Preissler (1740–1807) ⚭ Christoph Johann Sigmund Zwinger

        - Georg Martin Preissler (1700–1754)
        - Barbara Helena Preissler (1707–1758) ⚭ Philipp Wilhelm Oeding
        - Johann Martin Preissler (1715–1794)
          - Johann Georg Preissler (1757–1831)

        - Valentin Daniel Preissler (1717–1765)

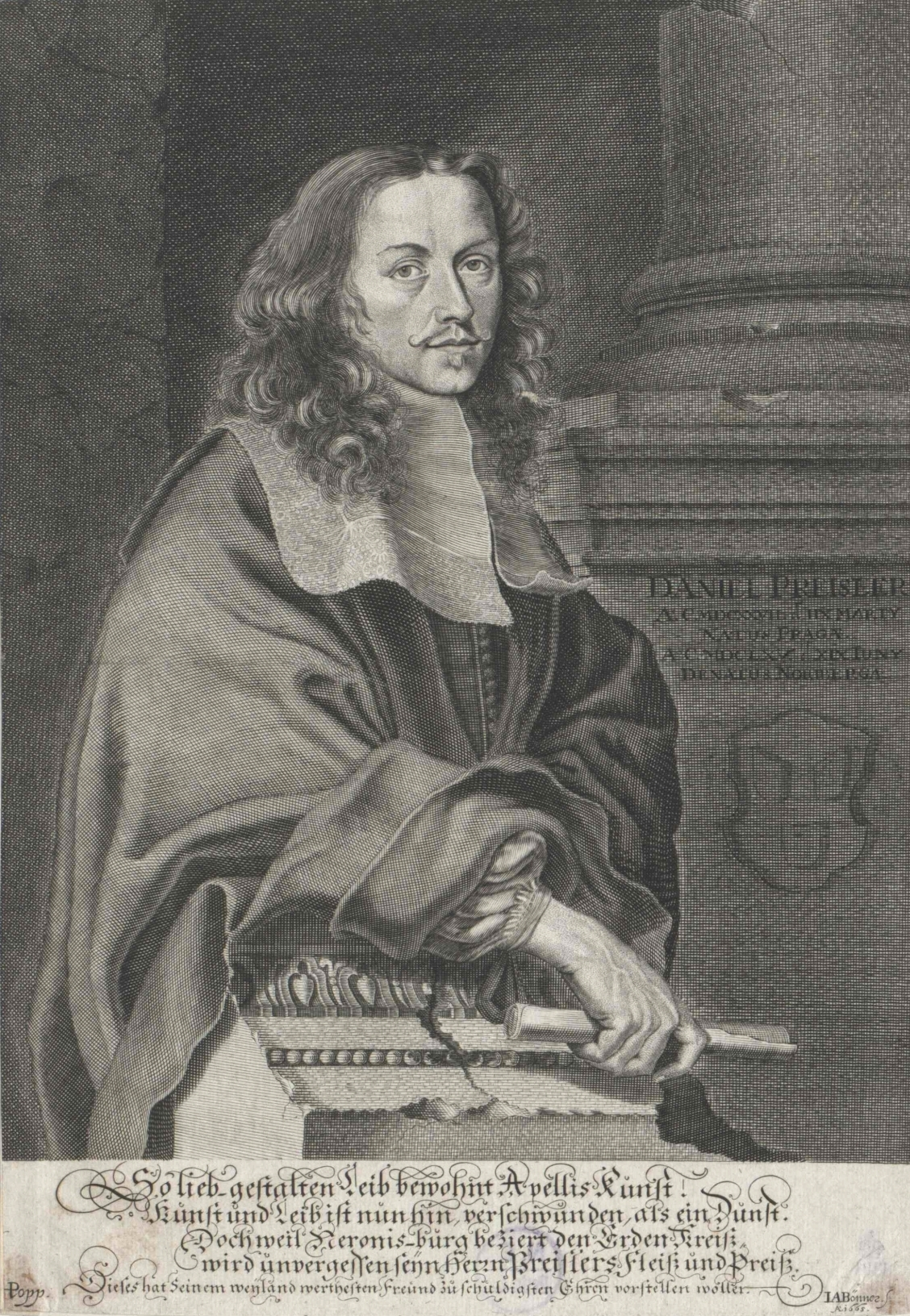
Daniel (1627–1665)
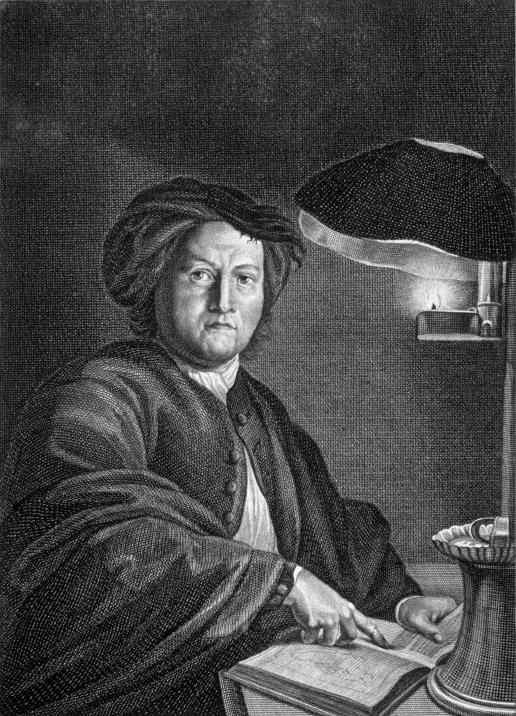
Johann Daniel (1666–1737)
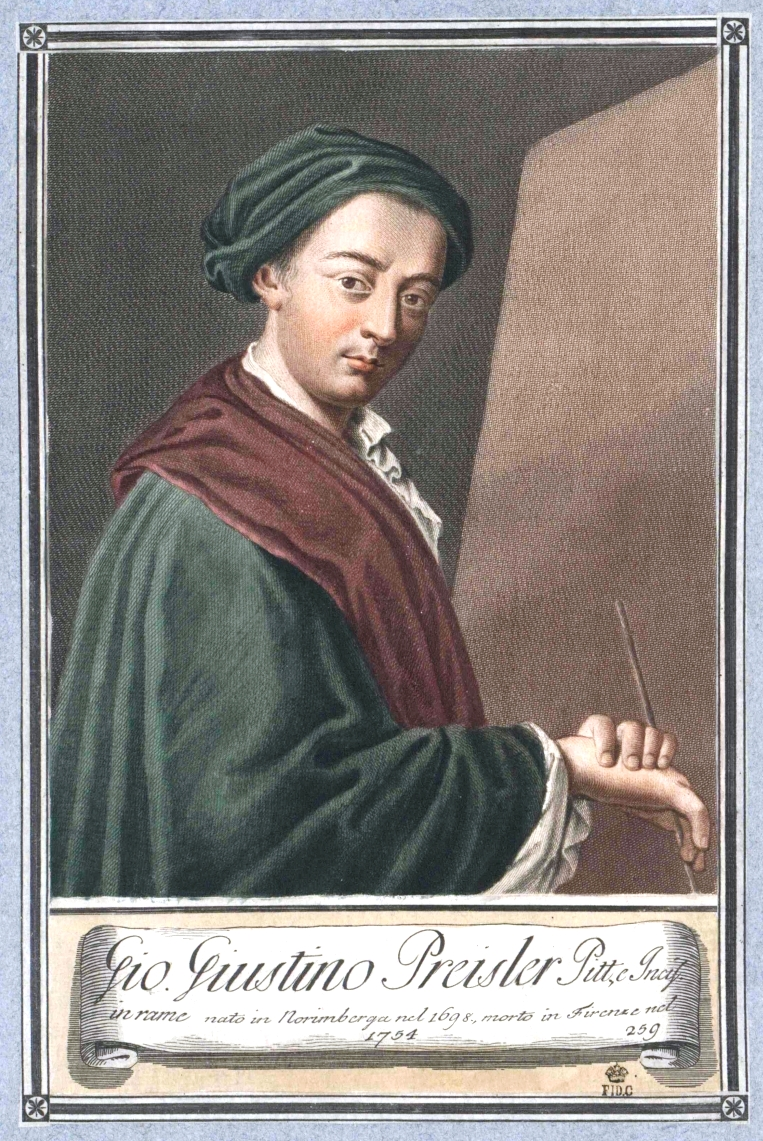
Johann Justin (1698–1771)
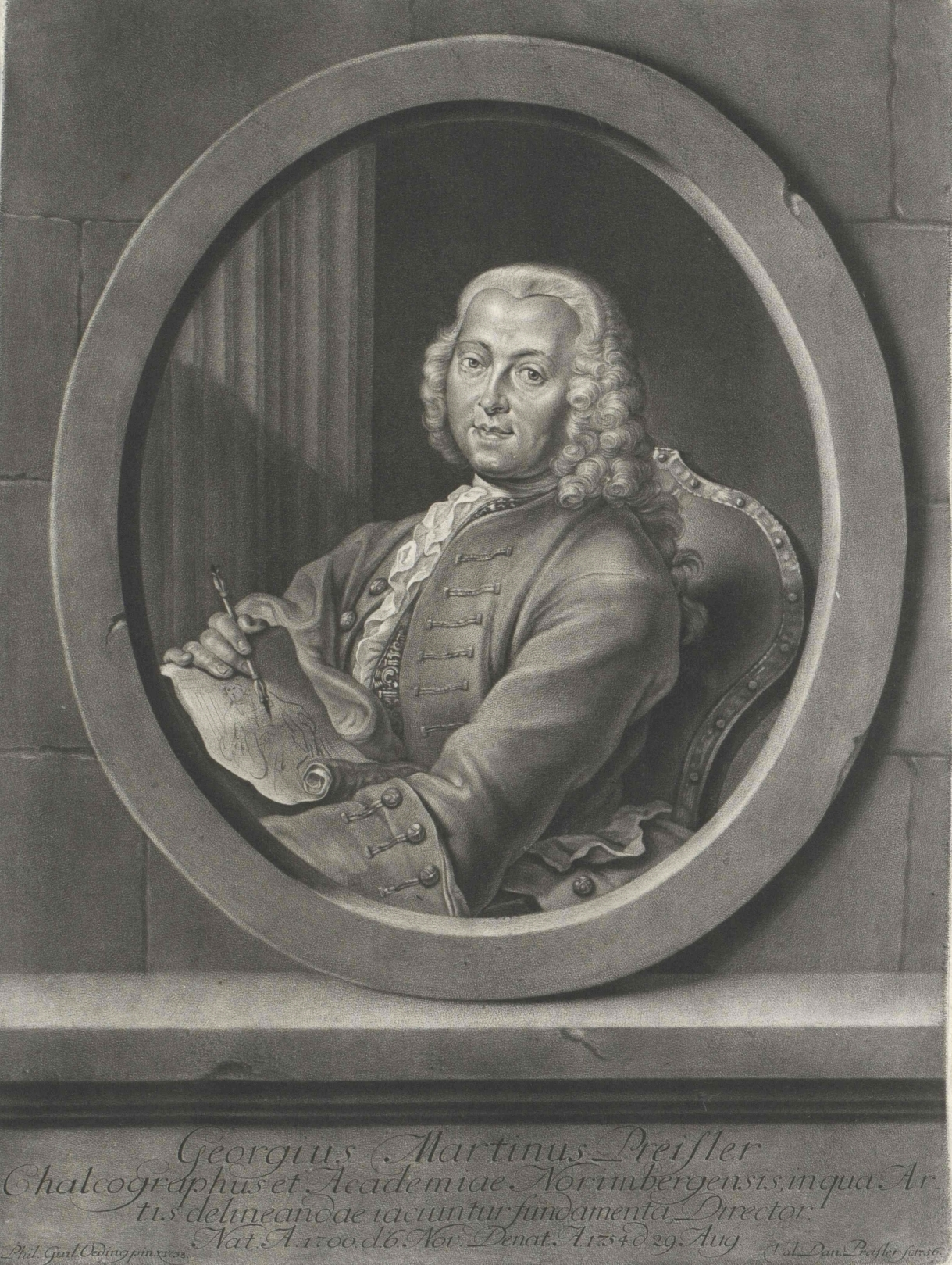
Georg Martin (1700–1754)
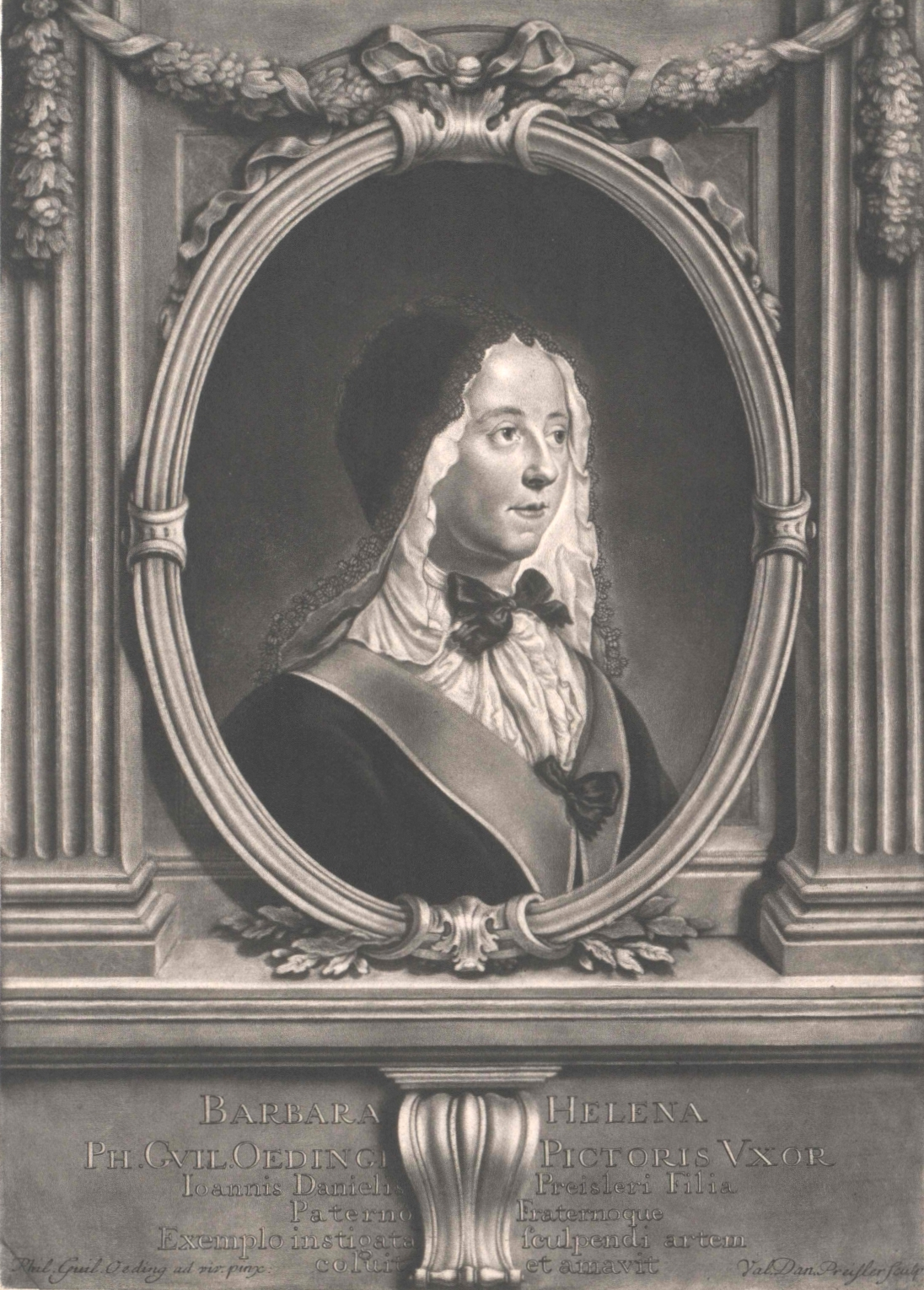
Barbara Helena (1707–1758)
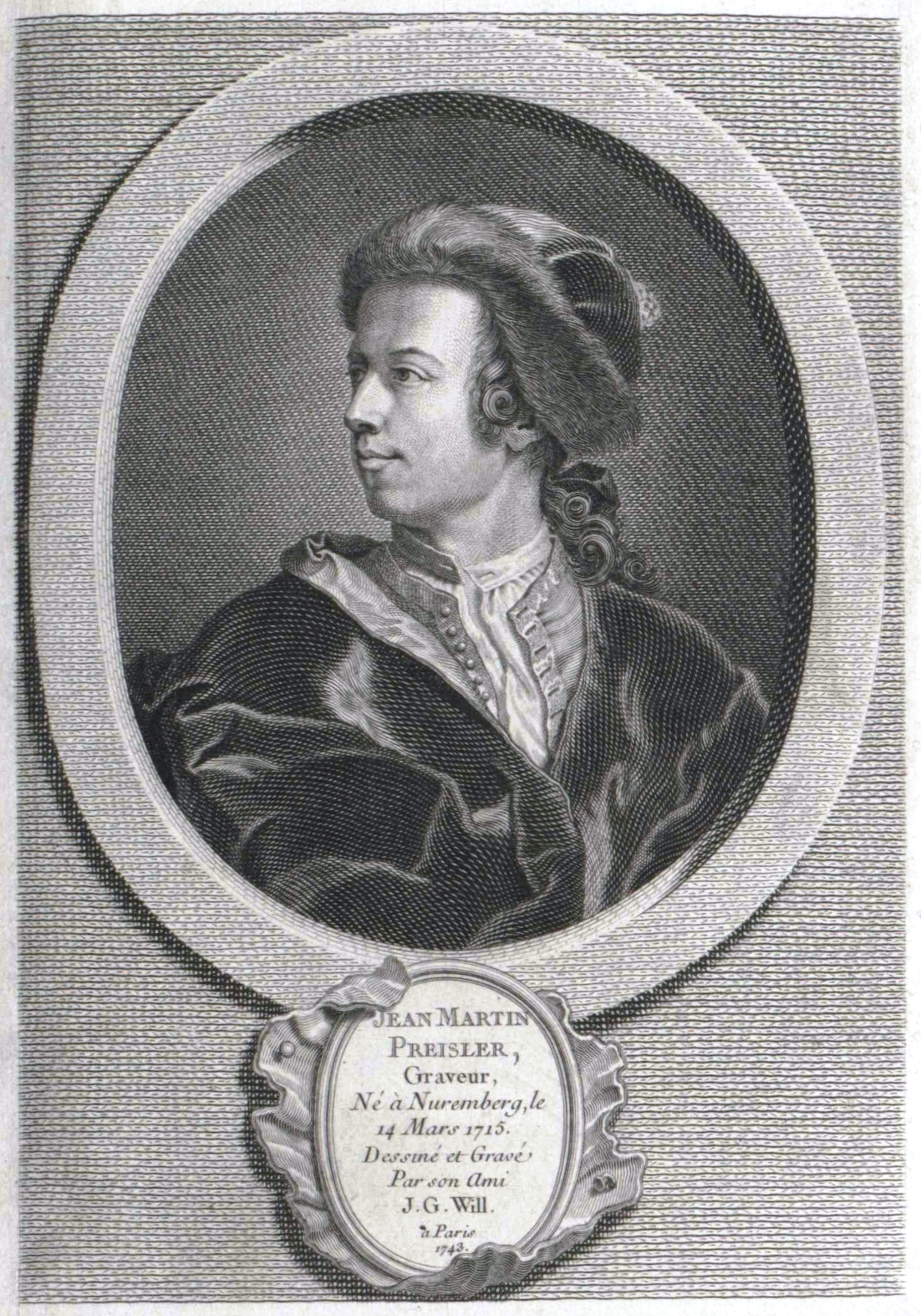
Johann Martin (1715–1794)
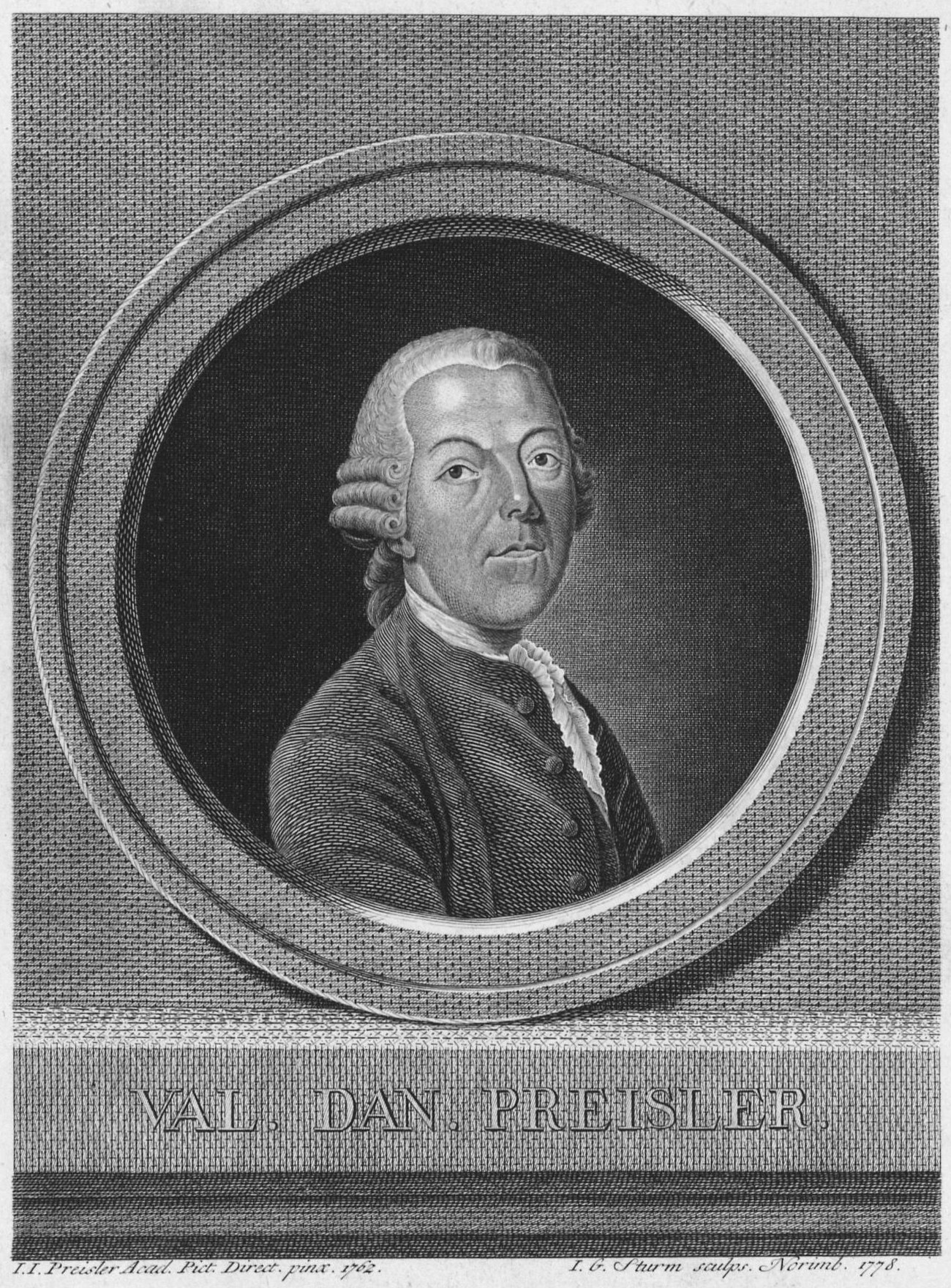
Valentin Daniel (1717–1765)